# 32-й избирательный округ (Теплице)
32-й избирательный округ (Теплице) — избирательный округ Сената Чехии, расположенный на территории района Теплице.
В настоящий момент округ представляет Гынек Ганза, член партии ODS, избранный на дополнительных выборах в 2020 году.
В течение 20 лет, округ представлял сенатор и приматор Теплиц Ярослав Кубера. После его неожиданной кончины в январе 2020 года, президент Милош Земан подписал постановление о проведении дополнительных выборов на вакантное место в конце марта 2020 года. Однако из-за начала эпидемии COVID-19, правительство во главе с Андреем Бабишем постановило о переносе даты выборов на неопределённый срок, в связи с введением ограничений на свободное перемещение граждан. Позднее коллегия Высшего административного суда признала это решение незаконным и недействительным, поскольку правительство действовало за пределами своих полномочий.

## Список представителей округа
| Выборы | Выборы | Сенатор     | Сенатор        | Избирательная партия | Номинирующая партия | Политическая принадлежность | Сайт    |
| ------ | ------ | ----------- | -------------- | -------------------- | ------------------- | --------------------------- | ------- |
|        | 1996   |             | Ярослав Мусиал | ČSSD                 | ČSSD                | ČSSD                        | Профиль |
|        | 2000   |             | Ярослав Кубера | ODS                  | ODS                 | ODS                         | Профиль |
| 2006   |        |             | Ярослав Кубера | ODS                  | ODS                 | ODS                         | Профиль |
| 2012   |        |             | Ярослав Кубера | ODS                  | ODS                 | ODS                         | Профиль |
| 2018   |        |             | Ярослав Кубера | ODS                  | ODS                 | ODS                         | Профиль |
| 2020   |        | Гынек Ганза | Профиль        | ODS                  | ODS                 | ODS                         |         |

## Явка избирателей
|  | Наибольшая явка избирателей |  | Наименьшая явка избирателей |

| Год  | % (1 тур) | % (2 тур) |
| ---- | --------- | --------- |
| 1996 | 28,43     | 25,97     |
| 2000 | 30,15     | 23,17     |
| 2006 | 36,30     | 18,67     |
| 2012 | 32,87     | 19,07     |
| 2018 | 35,74     | 15,73     |
| 2020 | 15,79     | 9,26      |